# Monument national de Petroglyph
Le monument national de Petroglyph, (anglais : Petroglyph National Monument) s'étend sur 27 km le long de la New Mexico's West Mesa, un escarpement volcanique constitué de basalte qui domine l'horizon ouest de la ville d'Albuquerque, au Nouveau-Mexique (États-Unis). Créé le 27 juin 1990, ce "monument" de 29 km2 est géré par le Service des Parcs nationaux et par la cité d'Albuquerque.

## Éléments protégés
Petroglyph National Monument protège divers éléments culturels et naturels, entre autres cinq cônes volcaniques, des centaines de sites archéologiques et un nombre estimé entre 20 et 25 000 images gravées par les peuples indiens (entre autres les ancêtres des indiens Pueblos) et par les premiers colons espagnols. Ces images sont l'héritage d'un peuple qui a depuis longtemps migré vers d'autres régions. Le "monument" protège les pétroglyphes afin que les visiteurs et les générations futures puissent les contempler.

## Vie sauvage
Le "monument" abrite de nombreuses espèces animales, mais certaines méritent une mention spéciale:
- deux espèces de mille pattes sont endémiques de cette zone protégée :Orthoporus ornatus, brun noir et Comanchelus chihuanus, gris noir, considéré comme très rare.
- plusieurs espèces de serpents dont la plupart sont nocturnes et inoffensifs, mais aussi deux espèces de serpents à sonnette venimeux (crotales) : Crotalus atrox et crotalus viridis.

## Géologie
L'escarpement de la West Mesa est constitué par d'anciennes coulées de lave superposées ainsi que de cinq cônes volcaniques encore nettement identifiés. La dernière éruption remonte à 150 000 ans. La lave alors produite a donné du basalte en refroidissant.

## Pétroglyphes
Le basalte, gris à l'origine, s'est recouvert avec le temps d'une fine couche noire ou brun sombre d'oxydes appelée desert varnish. Quand cette couche est enlevée, la roche sous-jacente plus claire apparait, formant un contraste gris sur noir. C'est cette particularité que les graveurs des pétroglyphes ont utilisé.
Les plus anciens ont un âge estimé à 2 000 ans av. J.-C., mais la plupart semblent avoir été gravés entre 1300 et 1690 apr. J.-C. Nombre de ces images représentent des animaux, des gens, divers signes et croix; d'autres sont plus complexes. Leur signification n'était sans doute comprise que par la personne qui les gravait, mais elles avaient peut-être un rôle dans les cérémonies rituelles traditionnelles.